# Karl Stefan av Österrike

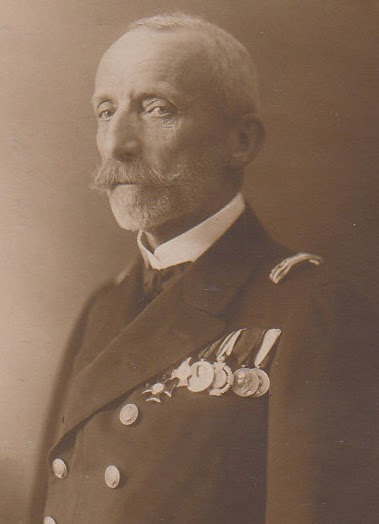
Karl Stefan av Österrike.

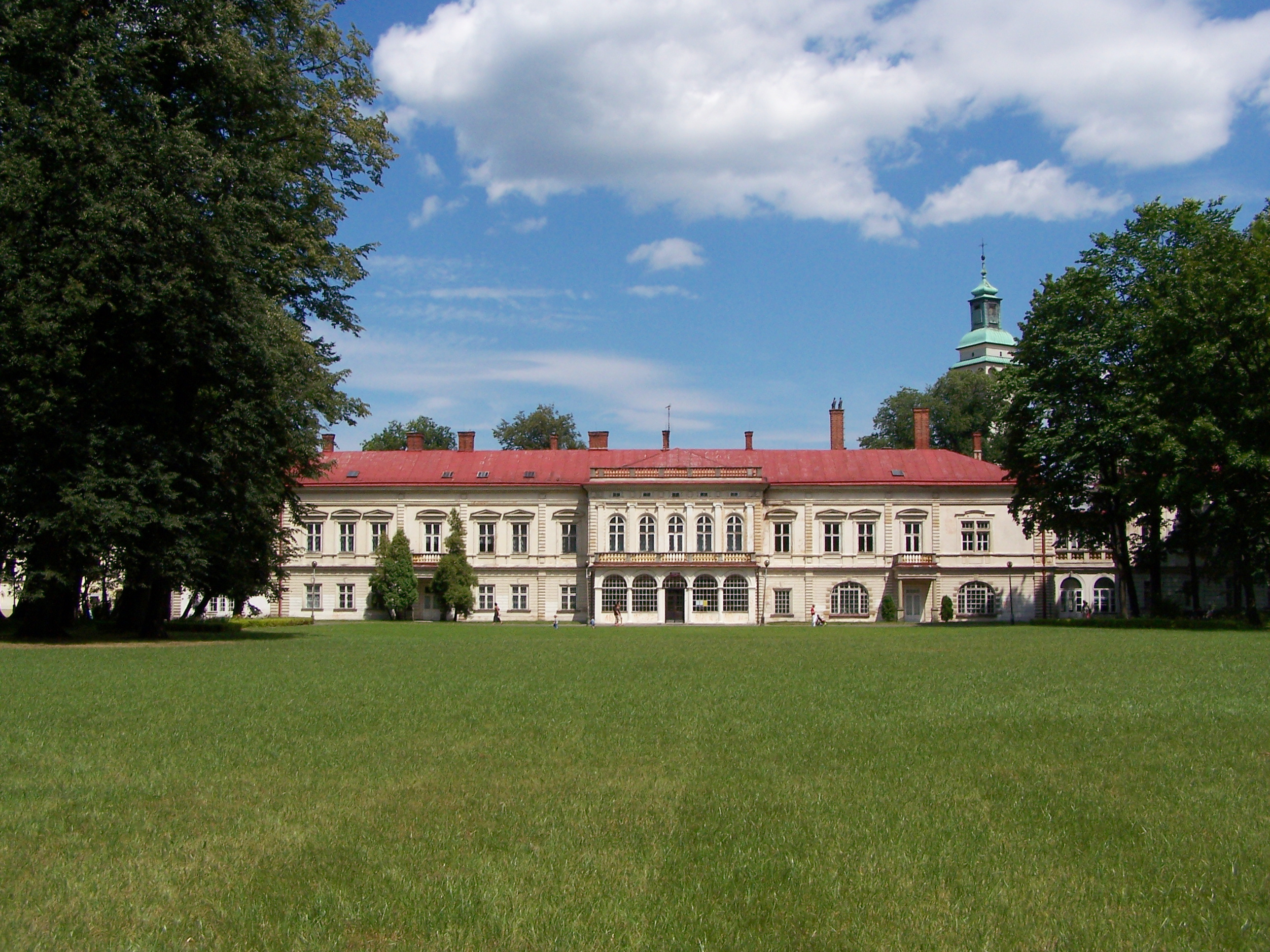
Nya slottet i Żywiec.

Karl Stefan av Österrike, Karl Stephan Eugen Viktor Felix Maria von Habsburg-Lothringen, född  5 september 1860 i Groß Seelowitz, död 7 april 1933 i Saybusch, var son till ärkehertig Karl Ferdinand av Österrike.
Han var gift 1886 med ärkehertiginnan Maria Theresia av Toscana (1862–1933), dotter till Karl Salvator av Toscana.
Eftersom Karl Stefan visat sig värna om Polen och allt polskt var han föreslagen som kung av Polen efter sammanbrottet av Habsburgmonarkin 1918, men avböjde.
Barn:
- Eleonora (1886–1974);  gift 1913 med Alfons von Kloss (1880–1953).
- Renata (1888–1935); gift 1909 med prins Hieronymus Radziwill (1885–1945, död i ryskt fångläger).
- Karl Albrecht av Österrike Nikolaus Leo Gratianus (1888–1951); gift 1920 med Alice Ankarcrona (1889–1985).
- Mechthildis (1891–1966); gift 1913 med furst Olgierd Czartoryski (1888–1977). Senare bosatta i Rio de Janeiro.
- Leo Karl (1893–1939); gift 1922 med grevinnan Maria-Klothilde von Thuillières, von Montjoye-Vaufrey et de la Roche (1893–1978).
- Wilhelm (1895–1948, död som rysk krigsfånge i Kiev ).

## Utmärkelser
- Riddare av Serafimerorden, 27 oktober 1890.[1]